# エスタディオ・デ・メスタージャ
エスタディオ・デ・メスタージャ（Estadio de Mestalla）は、スペイン・バレンシアにあるサッカー専用スタジアム。
リーガ・エスパニョーラに所属するバレンシアCFのホームスタジアムで、「メスタージャ」はバレンシアを流れる川の運河の名前に由来する。メスタージャはレアル・マドリードやFCバルセロナにとっての難所として知られており、このスペイン2強はこのスタジアムで試合をすると苦戦する傾向がある。

## 歴史
1923年5月20日、同じくバレンシアを本拠地とするレバンテとの親善試合で設立・開場された。
以後、1950年代に大幅な改築がなされ、45,000人が入るようになった。1959年に照明設備が設けられるなどその後も改修工事を行い、現在の収容人数は53,000人。平均観客数は39,000人。1969年から1994年まで、バレンシアの会長の名前をとって「Luis Casanova」と名称を変更していたが、本人の要請で元に戻った経緯がある。また、スペイン代表の試合などでもしばしば使用され、1982年のスペインW杯では会場となった。

## 構造
カンプ・ノウやサンティアゴ・ベルナベウ等、他のスペイン国内のサッカー用スタジアムと比較して、観客席の勾配が非常に急である。また、スタジアムに隣接してチケット売り場などが設けられている。

## 新たなメスタージャの建設
現在2009年に完成すべく、メスタージャに代わる新たなスタジアム（ノウ・メスタージャ）を建設する計画が進行している。この計画は、バレンシア市の北西部に2億5000万～3億ユーロをかけて約75,000人収容のスタジアムを建てようというものである。現在のメスタージャは既に売却することが決定している。クラブは現在のメスタージャの売却資金を当て込み、2007-2008シーズン前などに多額の資金を注ぎ込み大掛かりな補強を行ったが、実際に競売にかけたところ買い手が付かずクラブ側の算段の狂いが生じていた。2011年12月、バンキアとメスタージャの土地等を担保に建設資金を借り入れる事で合意、2012年9月からの建設再開と2022年の完成が予定されているが、いまだに工事再開が決まっていない。

## ギャラリー

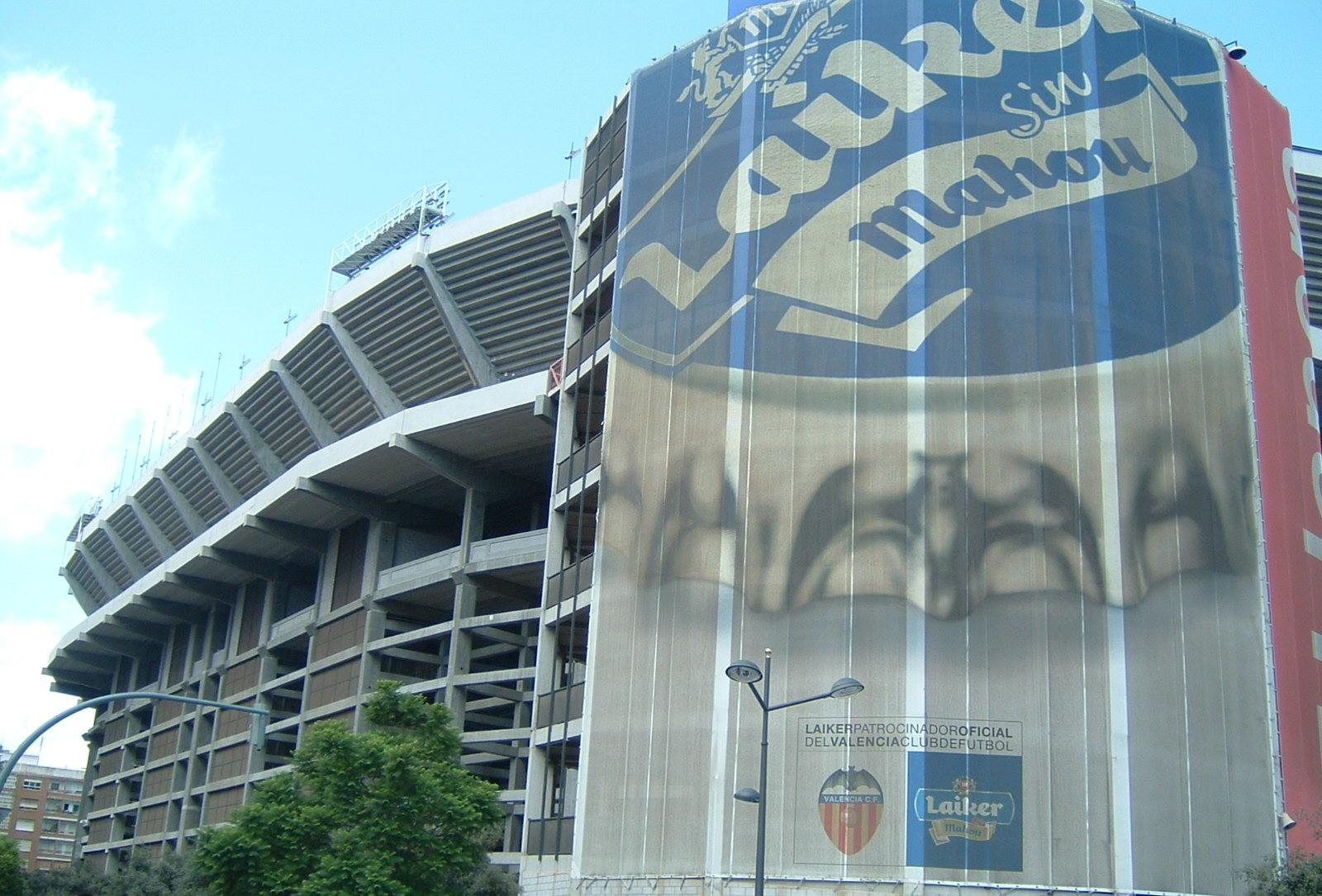
スタジアム外観
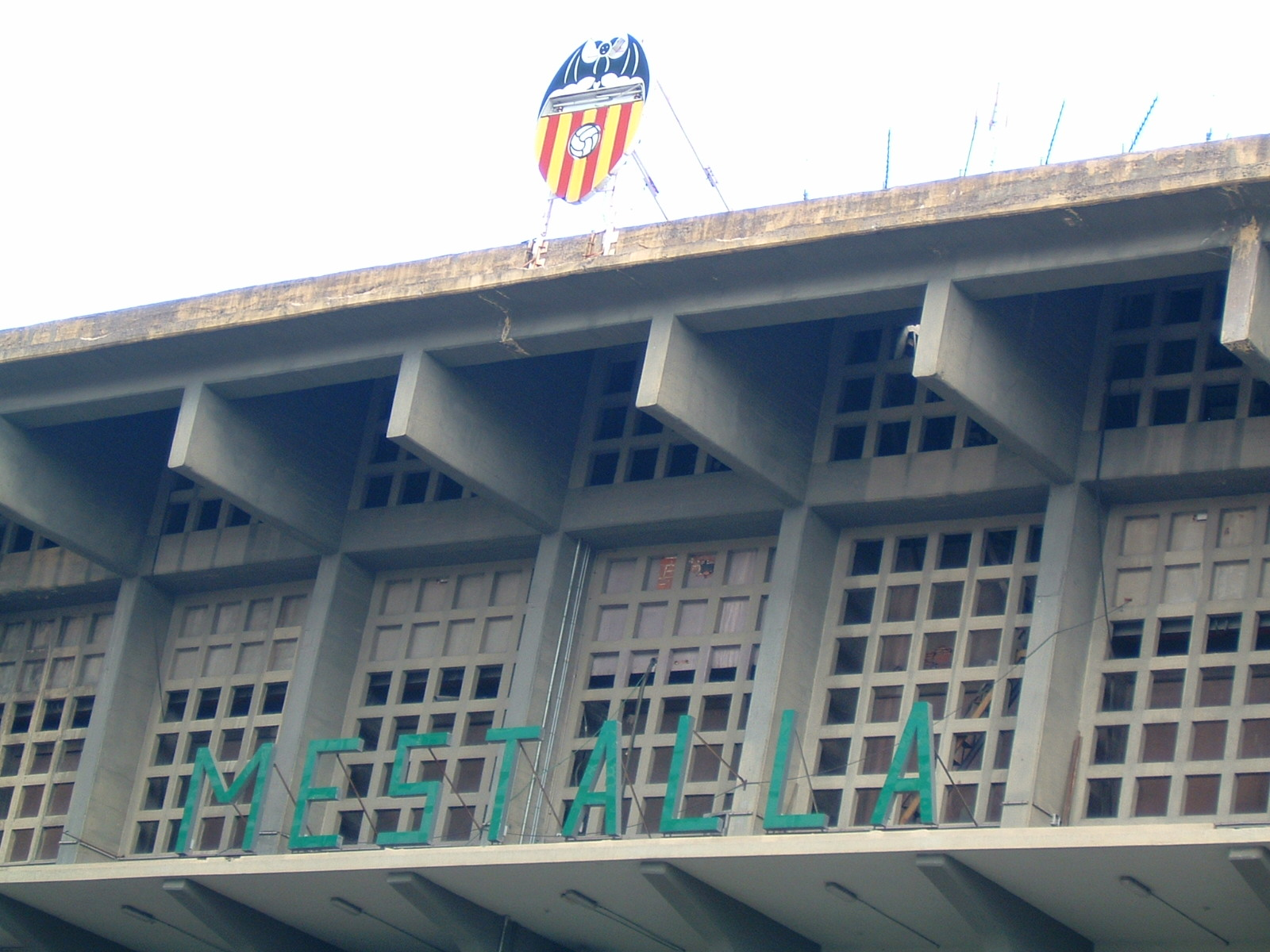
スタジアム外観 (正面)
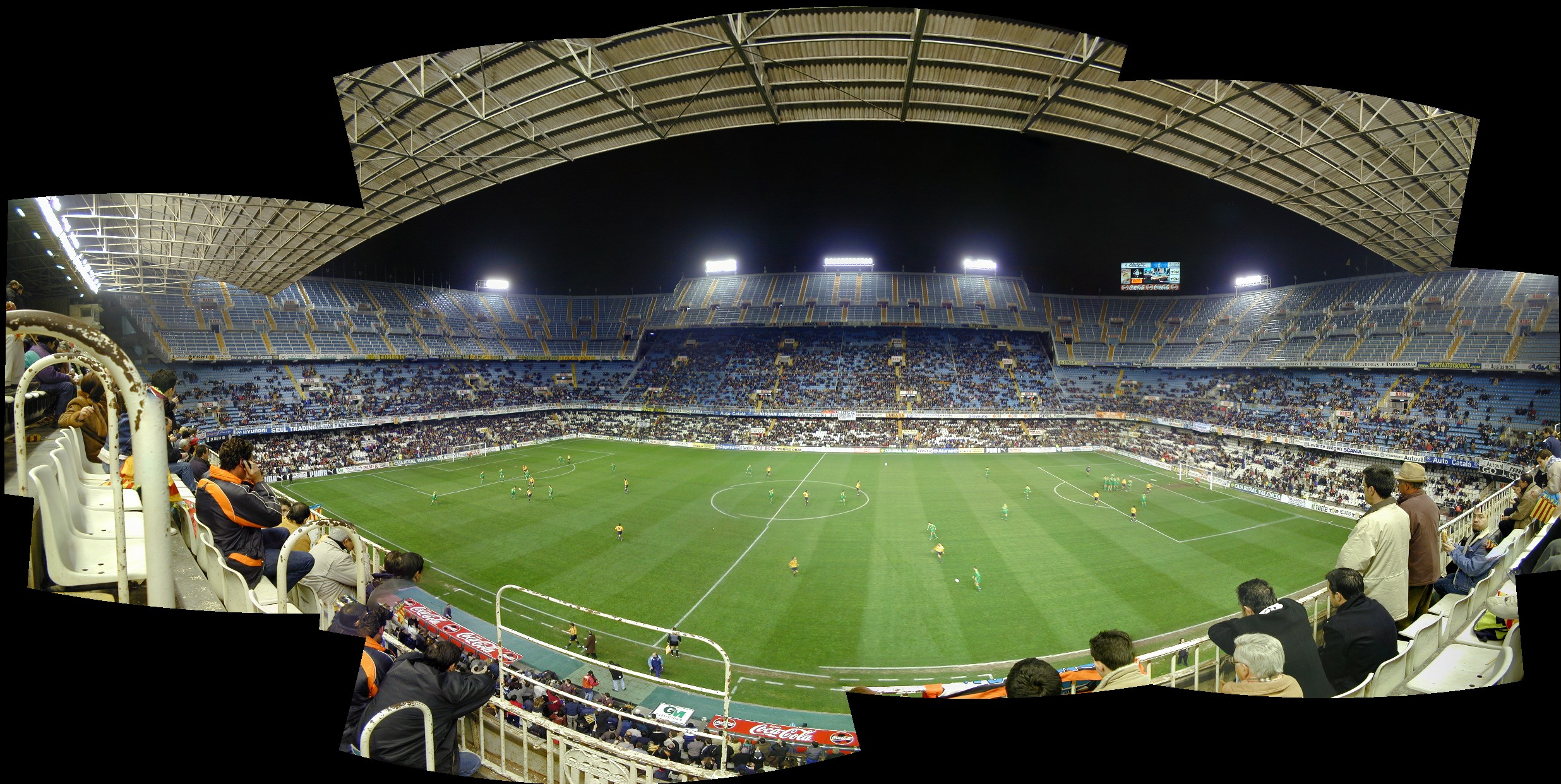
スタジアム内部